# زنبق قفقازی
زنبق قفقازی (نام علمی: Iris caucasica) نام یک گونه از سرده زنبق است.